# Pseudotanais similis
Pseudotanais similis är en kräftdjursart som beskrevs av Jürgen Sieg 1973. Pseudotanais similis ingår i släktet Pseudotanais och familjen Pseudotanaidae. Inga underarter finns listade i Catalogue of Life.